# 柳树乡 (东乡族自治县)
柳树乡，是中华人民共和国甘肃省临夏回族自治州东乡族自治县下辖的一个乡镇级行政单位。

## 行政区划
柳树乡下辖以下地区：
马百户村、柳树村、红庄村、寨子村、仲家山村、大山村和八洋沟村。